# Lake Worth (Florida)
Lake Worth è un comune degli Stati Uniti d'America situato nella parte centrale della Contea di Palm Beach dello stato della Florida.
Secondo le previsioni del 2011, la città ha una popolazione di 34.910 abitanti su una superficie di 16,7 km².